# Генрик Зандіг
Генрик Мавриций Зандіг (пол. Henryk Maurycy Sandig; 19 травня 1897, Тарнів — р. см. невід.) — архітектор. Походив із купецької родини. Після навчання у реальній школі здобув освіту на інженерному факультеті Віденської політехніки (1915—1923). 1939 року бюро Зандіга значиться в довіднику на вулиці Зиблікевича, 12 (тепер вулиця Івана Франка, 32).
Роботи

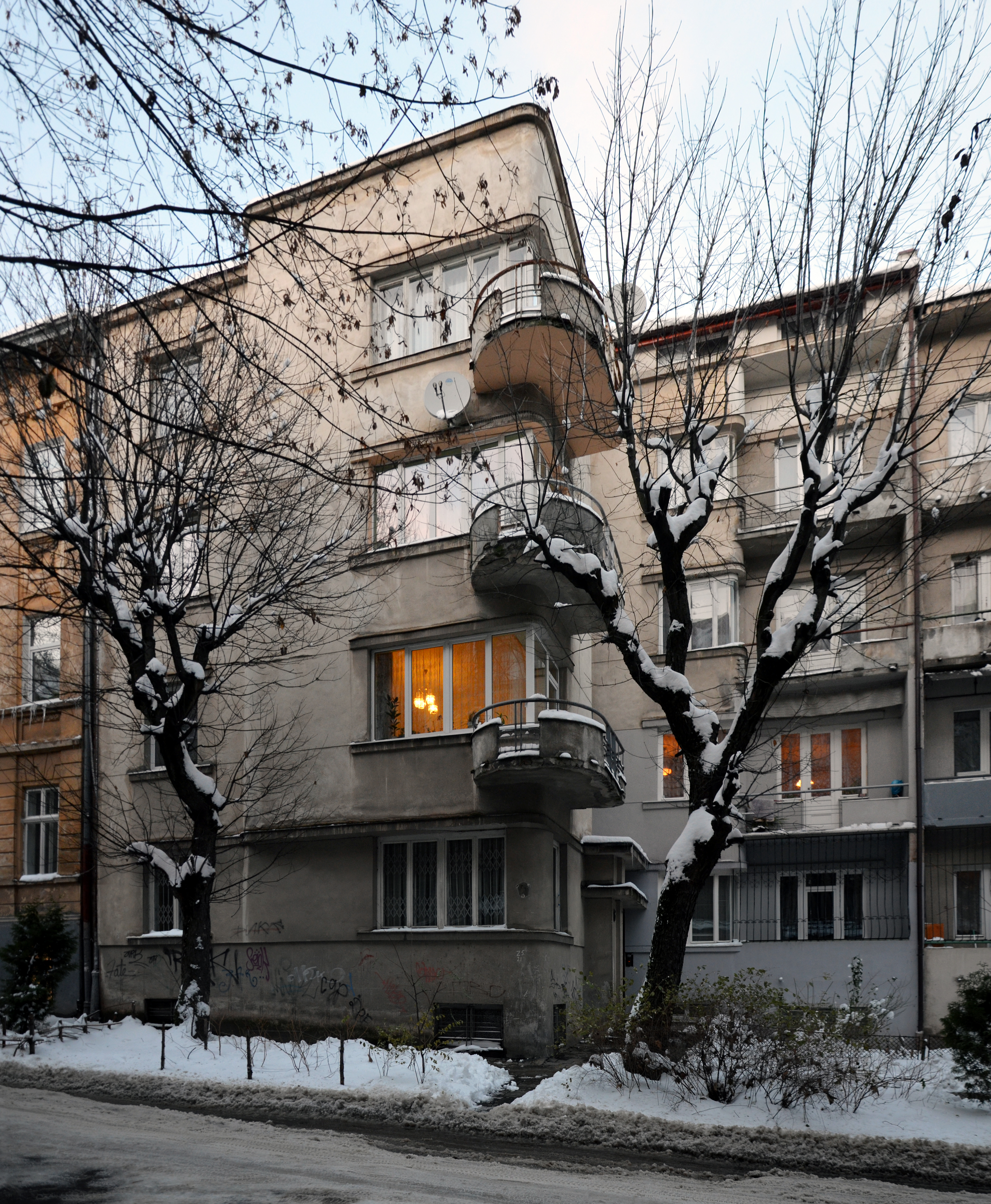
Будинок на вул. Новий Світ, 16 (1937)

- Реконструкція порталів магазину в будинку № 32 на вулиці Сикстуській (нині вулиця Дорошенка; 1933-1934).[3]
- Блок житлових будинків у стилі функціоналізму № 51, 53, 55, 57, 59 на вулиці Дорошенка у Львові (1934—1937, співавтори Ришард Гермелін, Якуб Менкер, Саломон Кайль).[4]
- Житлові будинки на Кастелівці у Львові.[4]
- Будинки на вулиці Новий Світ, 14, 16 у Львові (1937).[4]
- Житловий будинок на вулиці Левицького у Львові (1937).[5]
- Проєкт реконструкції житлової кам'яниці для потреб приватної жіночої ґімназії Юзефи Ґолдблатт-Каммерлінґ при вул. Госєвського, 4 у Львові.[6]
- Участь у проектуванні спортивного комплексу ковзанки на ставі Собка у Львові.[7][8]